# め

En la escritura japonesa, los caracteres silábicos (o, con más propiedad, moraicos) め (hiragana) y メ (katakana) ocupan el 34º lugar en el sistema moderno de ordenación alfabética gojūon (五十音), entre む y も; y el 40.º en el poema iroha, entre ゆ y み. En la tabla a la derecha, que sigue el orden gojūon (por columnas, y de derecha a izquierda), se encuentra en la séptima columna (ま行, "columna MA") y la cuarta fila (え段, "fila E").
Tanto め como メ provienen del kanji 女 (mujer).

## Romanización
Según los sistemas de romanización Hepburn, Kunrei-shiki y Nihon-shiki, め, メ se romanizan como "me".

## Escritura
| Escritura de め | Escritura de メ |

El carácter め se escribe con dos trazos:
1. Trazo que empieza siendo casi vertical, pero se curva hacia la derecha.
2. Trazo curvo que empieza en la parte superior del carácter, baja y a partir de ahí describe un arco de circunferencia muy amplio. Se parece mucho al carácter の, pero empieza algo más arriba.

El carácter メ se escribe con dos trazos:
1. Trazo diagonal hacia abajo a la izquierda, y ligeramente curvo, parecido al carácter ノ.
2. Trazo corto, aproximadamente diagonal hacia abajo a la derecha, y algo curvo. El carácter entero se asemeja a un aspa, aunque uno de los trazos es más largo que el otro.

## Otras representaciones
- Sistema Braille:

| ●● |

- Alfabeto fonético: 「明治のメ」 ("el me de Meiji", que se puede referir al Emperador Meiji, Mutsuhito, o al periodo en que este reinó Japón)
- Código Morse: －・・・－

- Datos: Q40755
- Multimedia: め / Q40755